# Cornelia Teelinck
Cornelia Teelinck, född 1554, död 1577, var en nederländsk författare och poet. 
Hon föddes som den yngsta av fyra barn, en son och tre döttrar. Hennes far hade ett helt bibliotek med franska, latinska och tyska böcker så man antar att det var en stimulerande miljö för Cornelia att växa upp i. Hennes föräldrar var katoliker men alla barnen konverterade till den reformerta kyrkan.
Cornelia skrev en trosbekännelse som måste blivit mycket populär då den trycktes i fem omgångar. Det finns ett exemplar bevarat vid universitetet i Leiden.